# Rogal świętomarciński

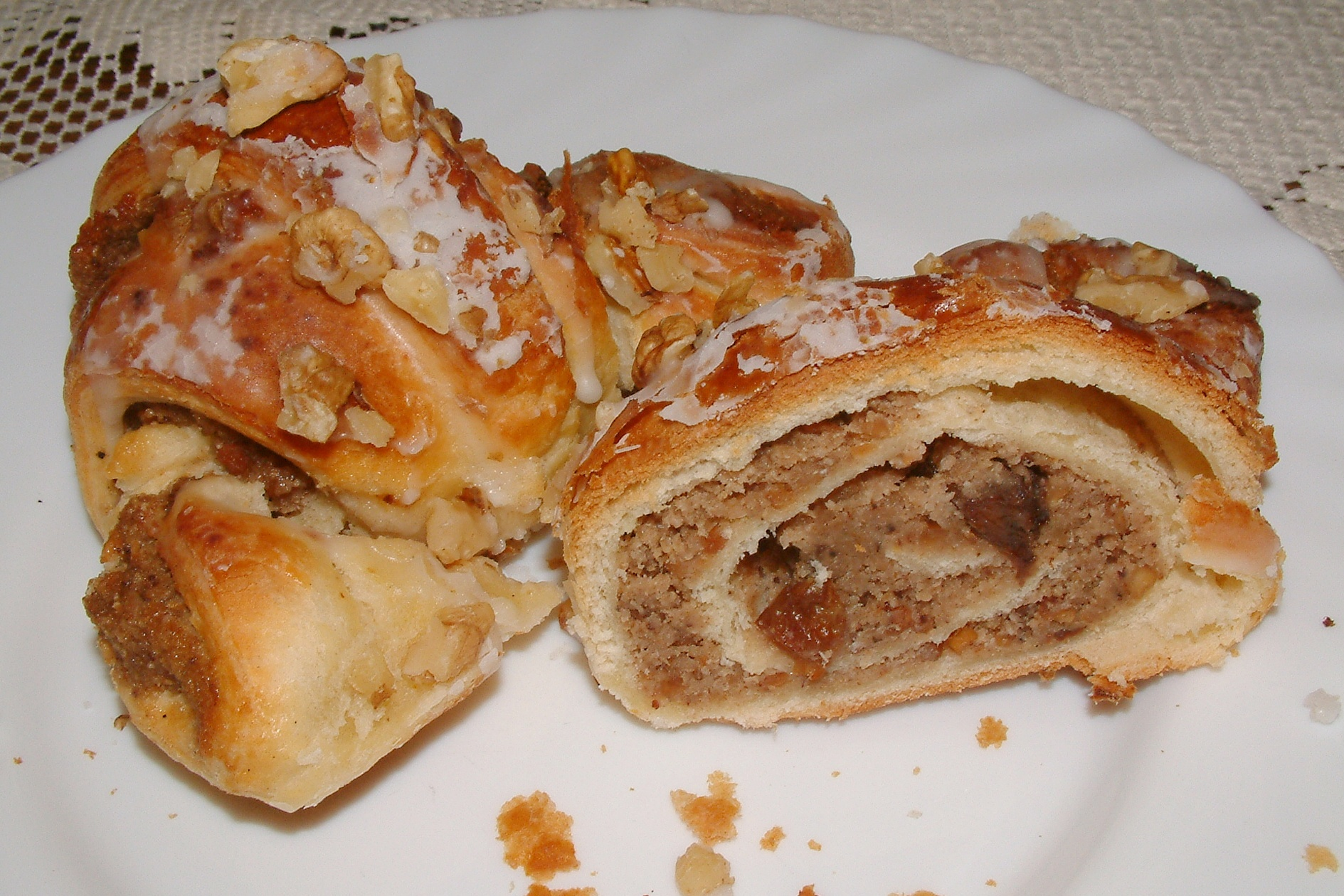
Rogal świętomarciński

Rogal świętomarciński é um bolo típico da culinária da Polónia, constituindo uma denominação de origem protegida, de acordo com as normas da União Europeia.
Consiste num croissant revestido com uma camada de açúcar e polvilhado com frutos secos. Pesa entre 200 e 250 gramas e cabe num quadrado de aproximadamente 14 x 14 centímetros. A sua altura, no ponto mais grosso, é de aproximadamente 7 centímetros, com uma largura de cerca de 10 centímetros. A cor da sua superfície varia entre dourado escuro e castanho claro. A massa e o recheio apresentam tonalidades amareladas, incluindo este último sementes de papoila.
A produção encontra-se limitada ao município de Poznań e aos seguintes municípios da Voivodia da Grande Polônia: Chodzież, Czarnków, Gniezno, Gostyń, Grodzisk, Jarocin, Kalisz, Koło, Konin, Kościan, Krotoszyn, Leszno, Nowy Tomyśl, Oborniki, Ostrów, Piła, Pleszew, Rawicz, Słupca, Szamotuły, Śrem, Środa, Wągrowiec, Wolsztyn e
Września.
O nome "rogal świętomarciński" deriva da tradição de preprar e consumir este bolo no dia de São Martinho (11 de novembro), na região de Poznań. As celebrações dedicadas a este santo naquela cidade remontam ao século XVI. A rua principal de Poznań possui inclusivamente o nome do santo. Atualmente, é possível encontrar o bolo durante todo o ano, embora a produção e o consumo se concentrem mais no dia de São Martinho.